# Grotte Scladina
Die Grotte Scladina (französisch Grotte de Sclayn) unweit der Maas in der „Rue Fond des Vaux“ in Sclayn bei Andenne (Belgien) ist eine archäologische und paläoanthropologische Fundstätte. Sie wird seit ihrer Entdeckung im Jahre 1971 vom gemeinnützigen Verein „Archäologie der Ardennen“ unter Mithilfe der Stadt Andenne und der Region Wallonien mit wissenschaftlicher Unterstützung der Universität Lüttich erforscht.
Durch die Arbeiten konnten zwei Schichten freigelegt werden, die von einer Nutzung durch die Neandertaler zeugen, von denen die ältesten Zeugnisse etwa 130.000 Jahre zurückreichen. Es wurden die Gebeine eines etwa 10-jährigen Mädchens entdeckt. 2019 wurden Teile der DNA ihres Zellkerns sequenziert und – wie beim annähernd gleich alten Fund aus Hohlenstein-Stadel – Hinweise auf eine engere genetische Nähe des Fossils mit den späteren, vor 40.000 Jahren in Westeuropa lebenden Neandertalern gefunden als mit den annähernd gleich alten Neandertalern aus Sibirien, was als Beleg für eine kontinuierliche Siedlungsgeschichte in Westeuropa interpretiert wurde.
Die gute Konservierung der Überreste und der umgebenden Sedimente hat aus dieser Fundstelle eine Referenz für die Erforschung der Klimaentwicklung in Nordwesteuropa gemacht und dazu beigetragen, dass diese vom Beginn der letzten Zwischeneiszeit bis in die Mitte der letzten Eiszeit von Forscher und Prähistorikern aus der ganzen Welt erforscht werden konnte.
Höhlen mit Neandertalerresten in Belgien: 1 Schmerling-Höhlen (Engis); 2 Grotte la Naulette; 3 Grotte von Spy; 4 Grottes des Fonds-de-Forêt; 5 Couvin-Trou de l'Abîme; 6 Grotte Scladina; 7 Walou; 8 Höhlen von Goyet.
Der anatomisch moderne Mensch (der sogenannte Cro-Magnon-Mensch) war im Paläolithikum (zwischen 32.000 und 9.000 v. Chr.) ebenfalls vor Ort und nutzte die Höhle noch in der Jungsteinzeit (zwischen 5.300 und 2.000 v. Chr.) als Bestattungsplatz.
Molekulargenetische Untersuchungen mit Hilfe der mitochondrialen DNA von Wollnashörnern aus der Grotte ergaben, dass die Tierart am nächsten mit dem Sumatra-Nashorn verwandt war.
Über die Ausgrabungsarbeiten und den Erhalt der archäologischen Relikte hinaus hat der Verein Archäologie der Ardennen sich die Aufgabe gestellt, das Publikum über die Vorgeschichte zu informieren.